# Félicie Nanteuil
Pour plus de détails, voir Fiche technique et Distribution.
Félicie Nanteuil est un film français réalisé  par Marc Allégret, tourné en 1942 et sorti en 1945.

## Synopsis
Félicie Nanteuil est une jeune fille qui vit avec sa mère et se produit parfois sur scène. Un modeste comédien de province, Aimé Cavalier, pressent en elle une grande actrice et la prend sous son aile. Il lui apprend la manière de jouer les grands personnages classiques et la présente à Pradel qui dirige un théâtre. Félicie devient vite une artiste adulée et fait la connaissance de Robert de Ligny, homme à femmes et séducteur, au grand dam de Cavalier qui aime toujours sa protégée. Un soir que Félicie et Robert se sont réfugiés chez ce dernier, quelqu'un sonne à la porte. Les deux amants vont ouvrir. Devant eux, se dresse la silhouette d'Aimé Cavalier, un revolver à la main, qui se tire une balle dans la tête sur le seuil de la demeure.

## Fiche technique
- Titre : Félicie Nanteuil
- Réalisation : Marc Allégret
- Assistant réalisateur : Pierre Prévert
- Scénario : Curt Alexander, Charles de Peyret-Chappuis, d'après le roman Histoire comique d'Anatole France
- Photographie : Louis Page
- Son : Joseph de Bretagne
- Montage : Henri Taverna
- Musique : Jacques Ibert
- Décors : Paul Bertrand, Auguste Capelier
- Lieux de tournage : Studios de la Victorine à Nice[1]
- Directeur de production : Roger Le Bon
- Société de production : Films Impéria
- Pays de production :  France
- Langue : Français
- Format : Noir et blanc - 35 mm - 1,37:1 - Son Mono
- Genre : Film dramatique
- Durée : 89 minutes
- Date de sortie :  
  - France : 27 juin 1945
- Affiche : Claire Finel (France)

## Distribution
- Claude Dauphin : Aimé Cavalier
- Micheline Presle : Félicie Nanteuil
- Louis Jourdan : Robert de Ligny
- Jacques Louvigny : Pradel
- Marcelle Praince : Mme Nanteuil
- Marion Malville : Fagette
- Charlotte Clasis : Mme Pierson
- Mady Berry : Mme Michon
- Charles Lavialle : Durville
- Jean d'Yd : le docteur Socrate
- Gaston Orbal : Constantin
- Edmond Beauchamp : le jeune premier
- Danièle Delorme : la camarade de Félicie
- Pierre Prévert : l'appariteur
- Simone Sylvestre : Mme de Ligny
- Roger Pigaut
- Max Révol